# Rublo

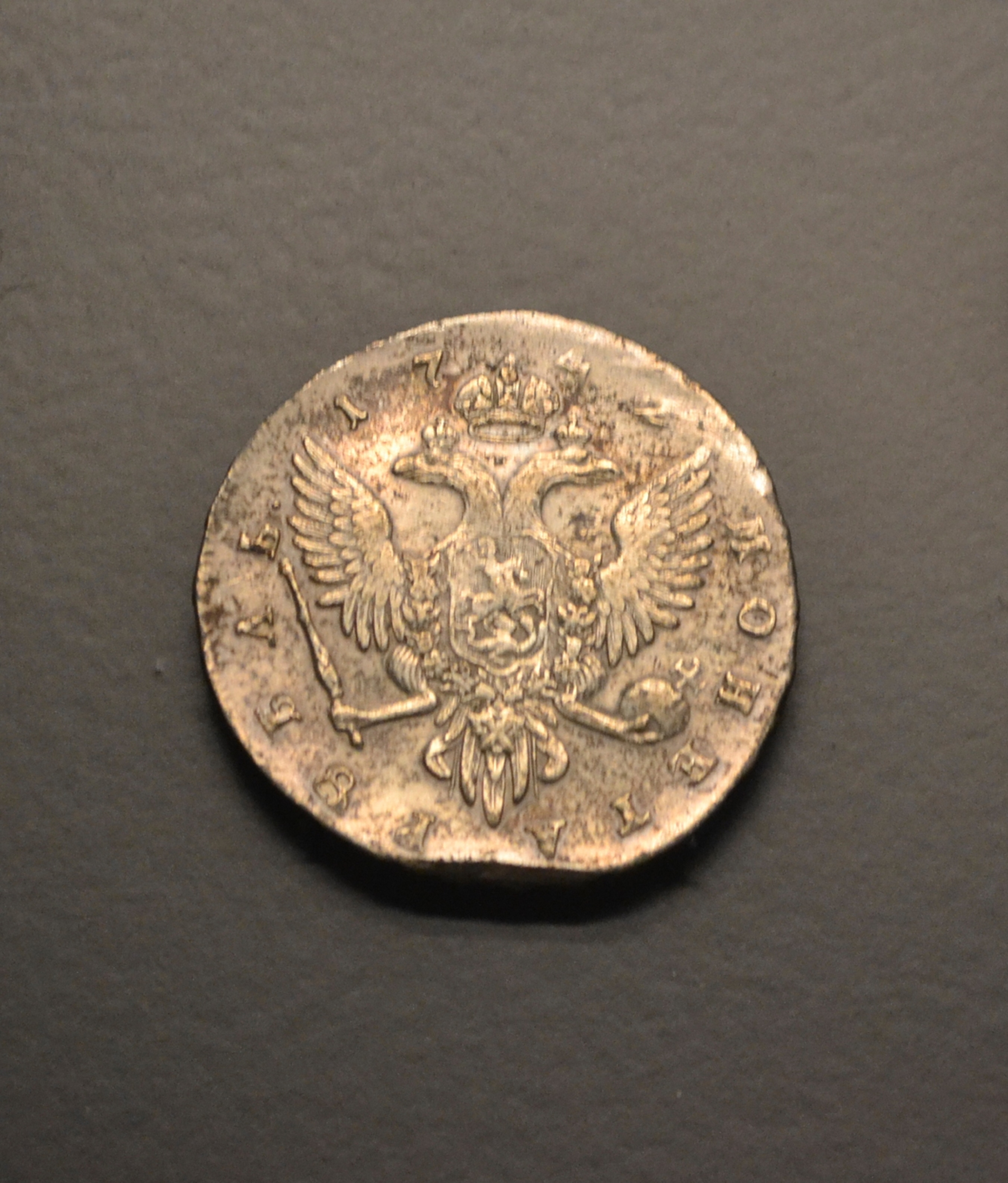
Rublo de 1742 en el museo de Prehistoria de Valencia.

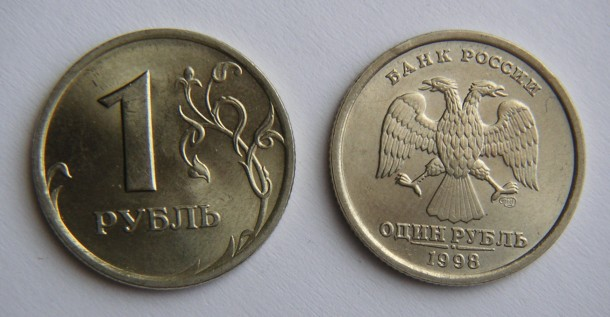
Moneda de un rublo ruso moderno.

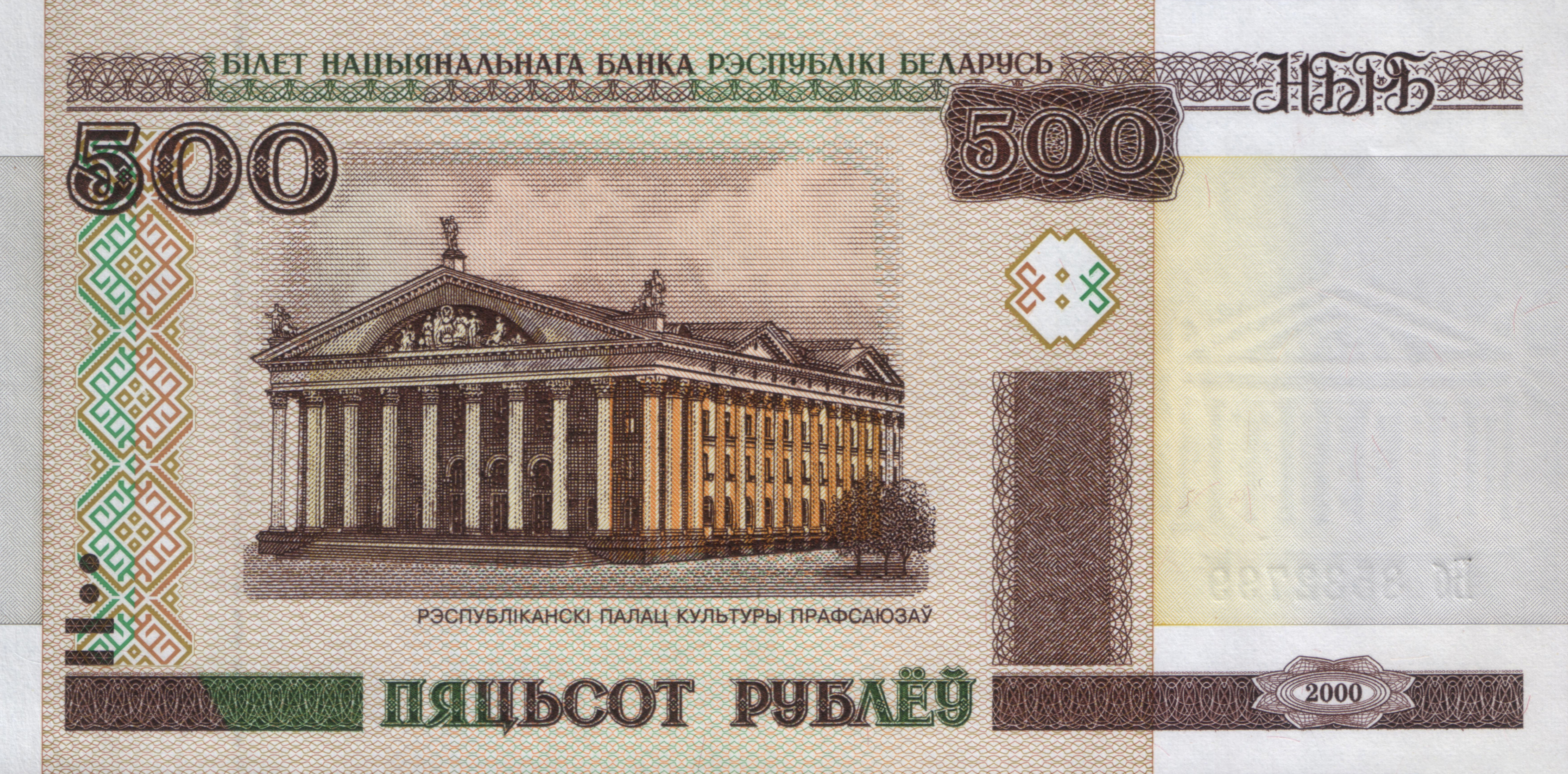
Billete de 500 rublos bielorrusos.

El rublo es el nombre de la moneda de la Federación de Rusia, el rublo ruso, que también circula en los territorios de Abjasia y Osetia del Sur; de Bielorrusia, el rublo bielorruso; y de Transnistria, el rublo transnistrio. En el pasado era la denominación de las monedas de los principados rusos, el Principado de Moscú, el Imperio ruso, la República Socialista Federativa Soviética de Rusia (1917-1922), la Unión Soviética (1923-1992), Letonia (1919-1922, 1992-1993) y Tayikistán (1995-2000). Se divide tradicionalmente en 100 kopeks.

## Etimología
La denominación rublo apareció en el siglo XIII en Nóvgorod. Diferentes fuentes varían en la interpretación del origen del nombre. I. K. Kondratiev en el libro "Remota antigüedad de Moscú" escribe:

Los rublos eran partes de grivnia o trozos de plata con muescas, que indicaban su peso. Cada grivnia se dividía en cuatro partes; el nombre rublo precede de la palabra "рубить" (cortar), porque la varilla de plata con un peso de una grivnia se cortaba en cuatro partes, que se denominaban rublos.

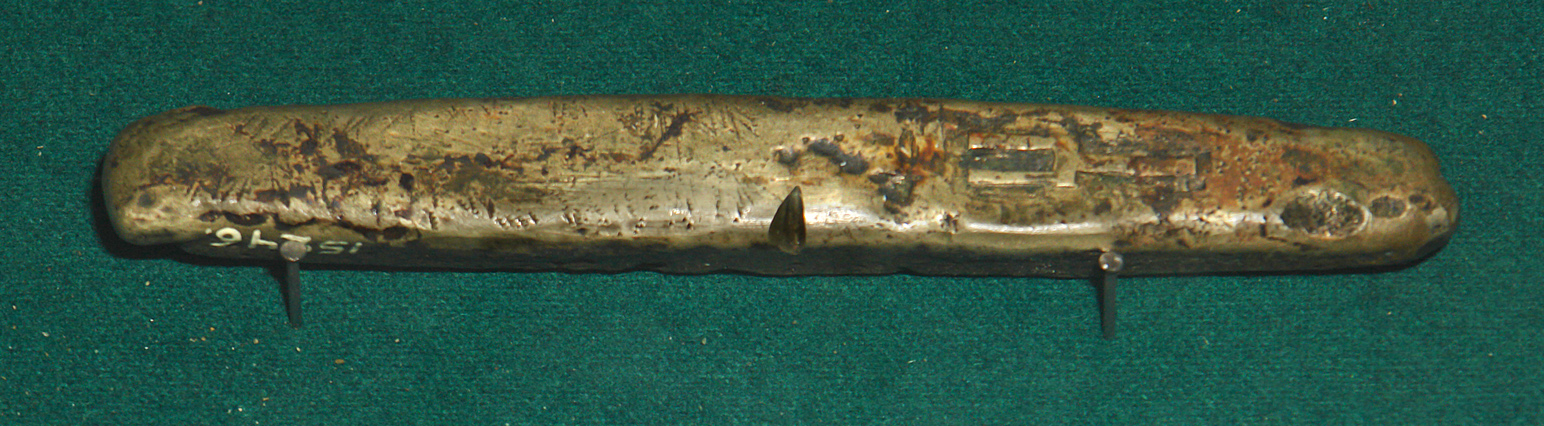
Una grivnia (aproximadamente 200 gramos de plata).

Según la Gran Enciclopedia Soviética la grivnia se cortaba por la mitad y a cada mitad se denominaba rublo.
Según otra versión el rublo pesaba lo mismo que una grivnia pero se producía con otra tecnología y tenía un filón (costura, en ucraniano: руб, rub; en bielorruso: рубец, rubets) reconocible en el borde.

## Símbolo del rublo

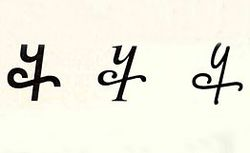
Símbolo del rublo,.

Símbolo del rublo ruso.

El símbolo original del rublo apareció al menos en el siglo XVII y se utilizaba hasta la segunda mitad del siglo XIX. Consistía de las letras Р y У; Р estaba girada 90° en el sentido antihorario y У se escribía sobre ella. Lo escribían encima o al lado de la cantidad a la que se refería.
El 11 de diciembre de 2013, después de una encuesta en su página web, el banco central de la Federación Rusa estableció el símbolo del rublo ruso en forma de la letra Р con una raya horizontal.

## Historia

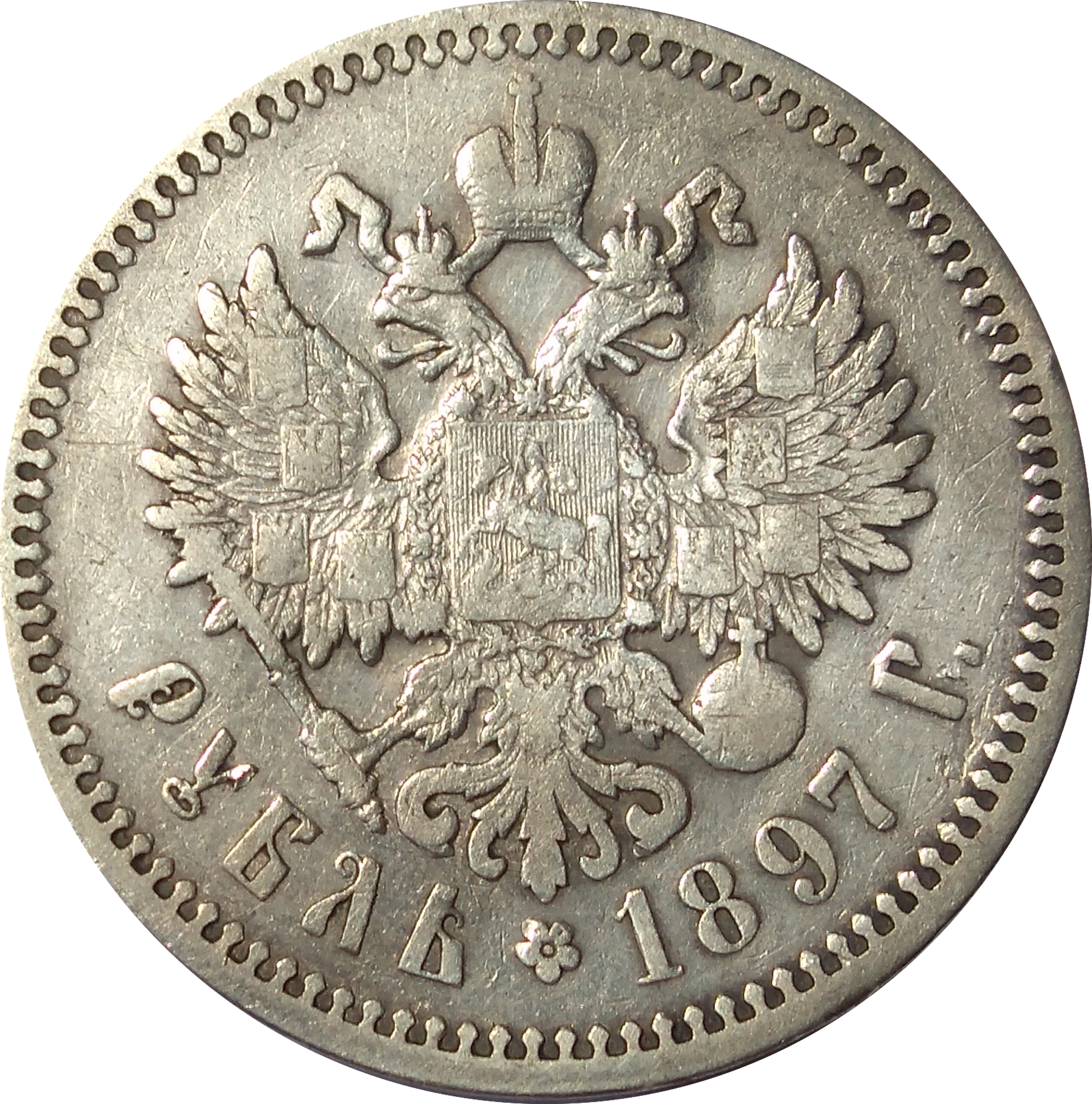
Reverso de una moneda de 1 rublo de 1897

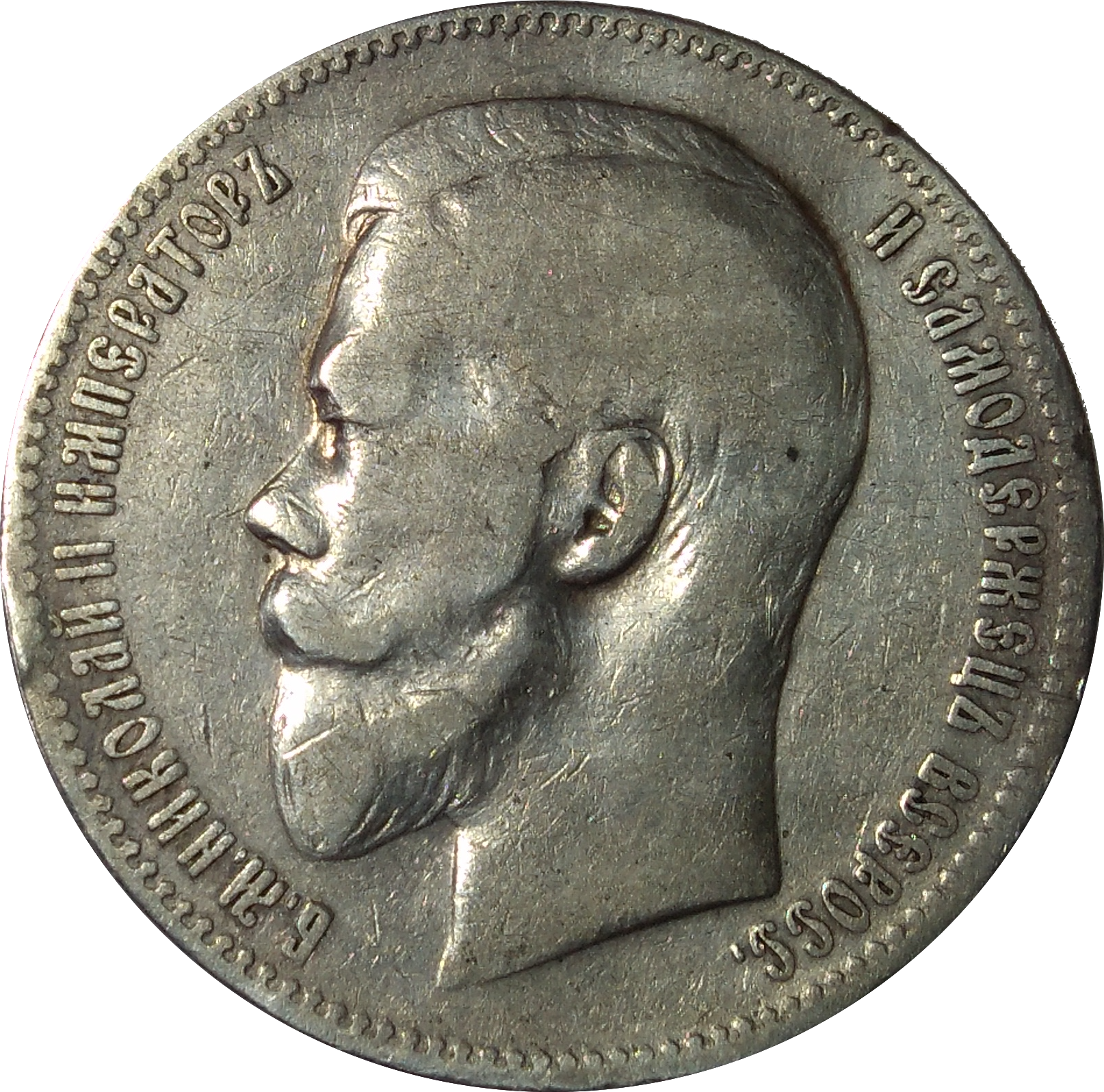
Anverso de una moneda de 1 rublo de 1897

Por primera vez el nombre rublo aparece en un documento de corteza de abedul de Nóvgorod, fechado entre 1281 y 1299. En el siglo XIII consistía de partes de la grivnia.
Con el comienzo de la acuñación de las dengas de plata en el siglo XV, el rublo se convirtió en una unidad monetaria y era equivalente a cien dengas.
Unidades monetarias reales eran novgorodki y moskovki, y posteriormente kopeks y dengas. El rublo en el siglo XVI era equivalente a 100 kopeks o 200 dengas.
En 1704 Rusia se convirtió en el primer país con un sistema monetario decimal, ya que un rublo de plata era equivalente a 100 kopeks de cobre.

### Billetes del Imperio ruso
Estos son los billetes que circulaban a finales del siglo XIX, principios del siglo XX en el Imperio ruso:
| Valor | Anverso | Reverso | Valor | Anverso | Reverso |
| ----- | ------- | ------- | ----- | ------- | ------- |
| 1     |         |         | 3     |         |         |
| 5     |         |         | 10    |         |         |
| 25    |         |         | 100   |         |         |

### Rublo soviético

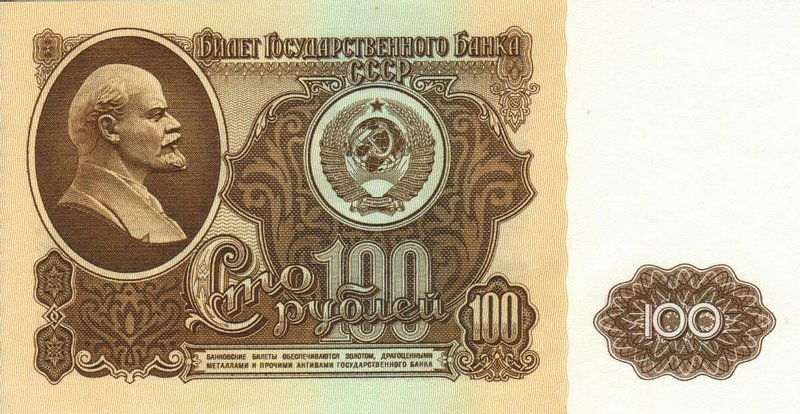
100 rublos soviéticos. 1961.

En la Unión Soviética, entre 1923 y el 26 de diciembre de 1991, el rublo soviético era la moneda oficial. Hasta 1947 también circulaba el chervonets. Entre 1991 y 1995 las antiguas repúblicas soviéticas abandonaron el rublo soviético, creando sus propias monedas.

### Nuevos rublos
Después de la desaparición gradual del rublo soviético, varios países (incluyendo un país no reconocido) optaron por utilizar "rublo" como el nombre de sus respectivas monedas:

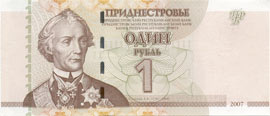
1 rublo de Transnistria.

- El 7 de mayo de 1992 Letonia introdujo el rublo letón, pero el 25 de junio de 1993 lo cambió por el lats letón.
- El 25 de mayo de 1992 Bielorrusia introdujo el rublo bielorruso.
- El 26 de julio de 1993 Rusia introdujo el rublo ruso.
- El 17 de agosto de 1994 Transnistria, un estado no reconocido, introdujo el rublo de Transnistria.
- El 10 de mayo de 1995 Tayikistán introdujo el rublo tayiko, pero el 30 de octubre de 2000 lo sustituyó por el somoni.